# Cantone di Saint-Maur-des-Fossés-1
Il Cantone di Saint-Maur-des-Fossés-1 è una divisione amministrativa dell'Arrondissement di Créteil.
È stato istituito a seguito della riforma dei cantoni del 2014, che è entrata in vigore con le elezioni dipartimentali del 2015.

## Composizione
Comprende solo parte del comune di Saint-Maur-des-Fossés.